# Vin brulé

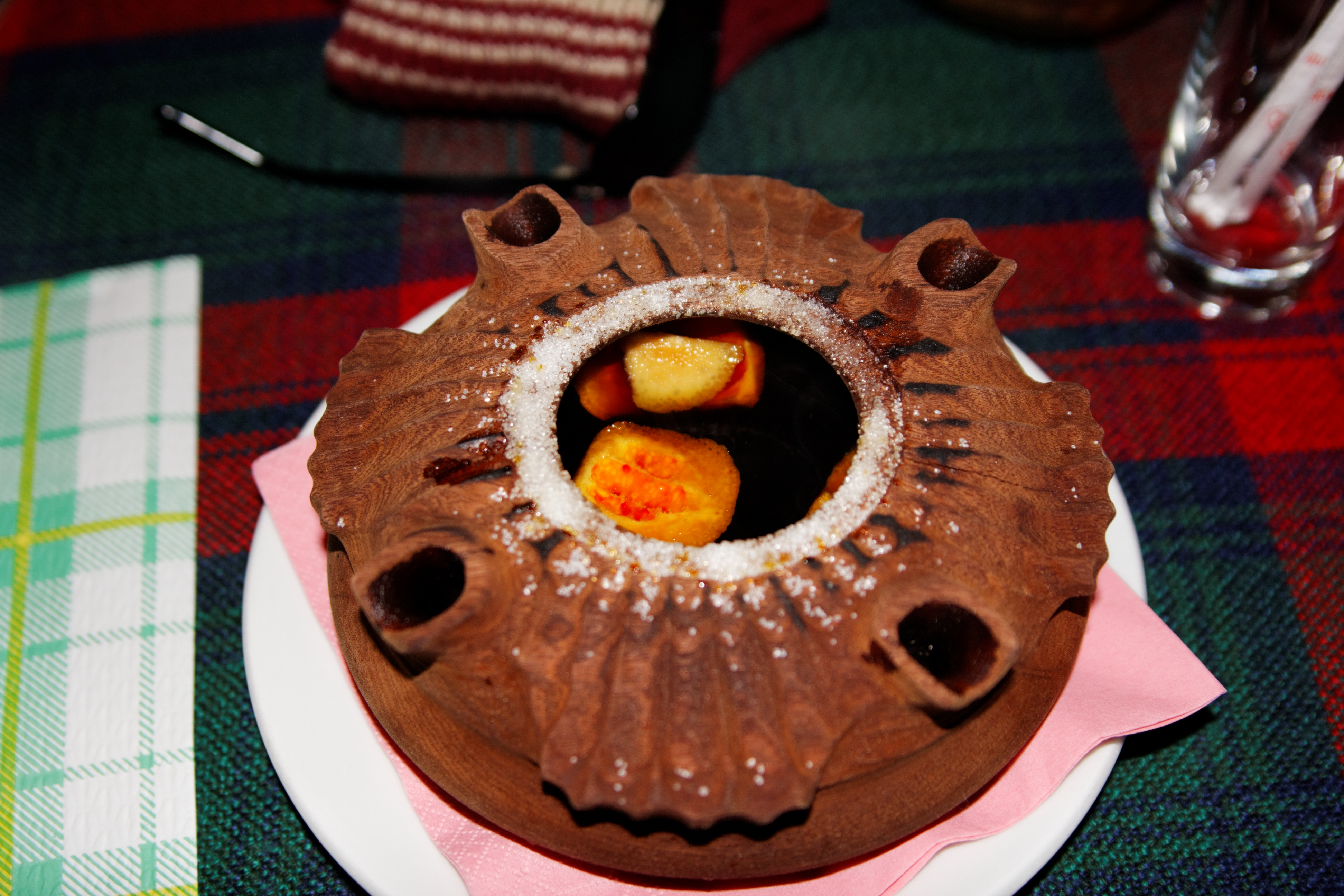
Coppa dell'amicizia in uso

Il vin brulé  (pron. fr. AFI: [vɛ̃ bʁyle]; grafia francese corretta vin brûlé; in friulano vin cuinçât o solo brulè, in lombardo vin cestià o vin bruscià, in tedesco Glühwein, in francese standard Vin chaud, in inglese Mulled wine) è una bevanda calda a base di vino (tradizionalmente vino rosso), zucchero e spezie aromatiche diffusa in numerosi paesi e semplice da preparare.
In Europa centrale si consuma vin brulé soprattutto nel periodo dell'Avvento. In Italia, soprattutto settentrionale, si trova nei mercatini di Natale, o, più in generale, preparato artigianalmente in pentole o thermos e distribuito al pubblico durante le feste popolari del periodo invernale, compreso Carnevale.
In alcuni casi si trova anche in vendita già pronto imbottigliato, quindi solamente da scaldare.
In Valle d'Aosta, il vin brûlé si beve anche nella Coppa dell'amicizia (in francese, coupe de l'amitié).

## Nome
Il nome vin brûlé, che significa in francese "vino bruciato", deriva dal francese valdostano, mentre vin chaud (= vino caldo) è la variante genericamente diffusa negli altri Paesi francofoni.

## Storia
Il predecessore del vin brulé è il conditum paradoxum dell'antichità.
Nel Medioevo, invece, si consumavano vini speziati freddi, come l'ippocrasso, e che somigliavano al moderno vin brulé per le spezie usate e per il sapore.
Il costume di bere del vino cotto si diffuse soprattutto tra le popolazioni alpine o comunque dei paesi europei freddi. Successivamente si diffuse in tutto il mondo.

## Preparazione

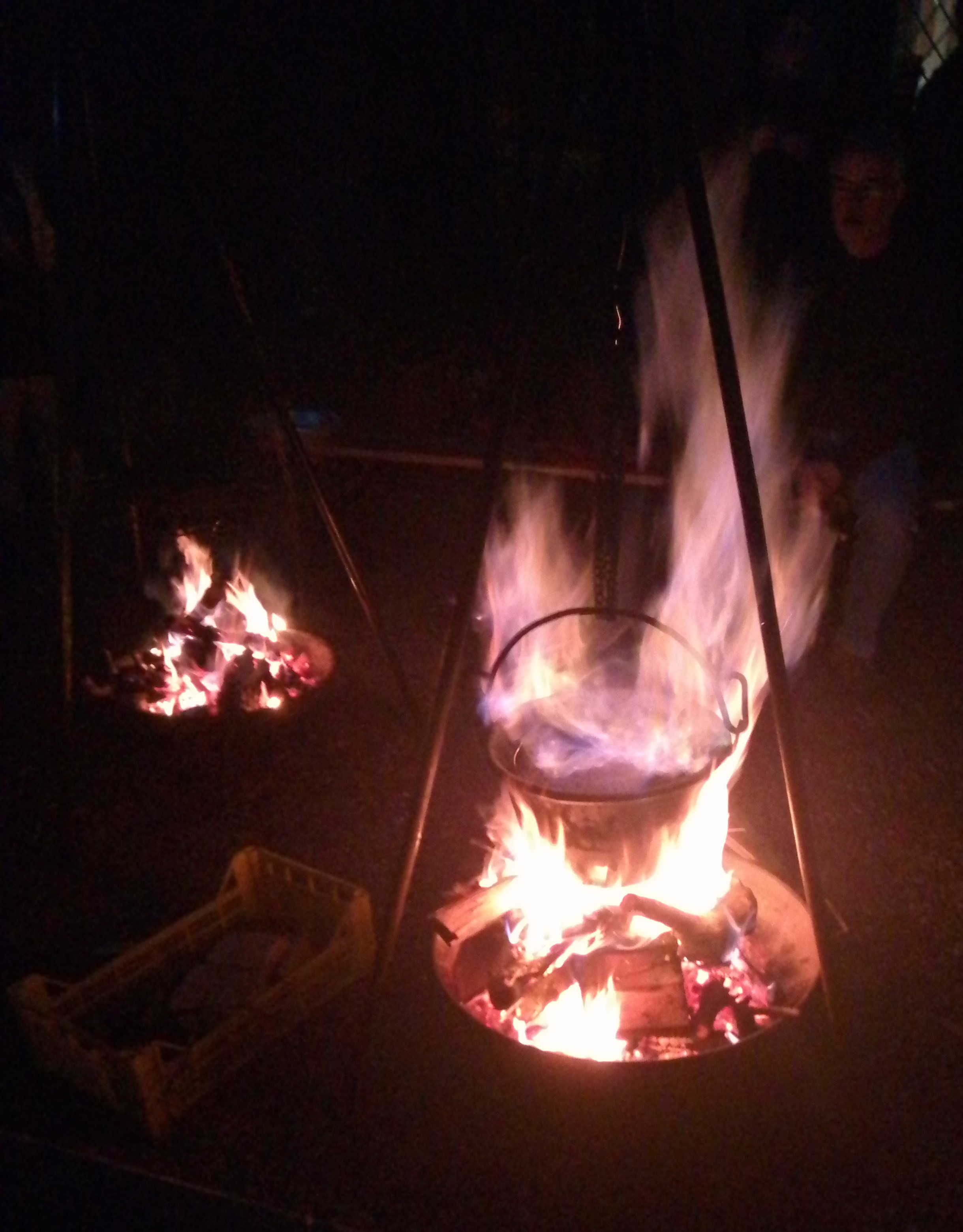
Vin brulé preparato su fiamma viva

Il vin brulé si prepara riscaldando vino rosso (nella versione tradizionale) o vino bianco, aggiungendo quindi zucchero a piacere e diverse spezie, di base cannella e chiodi di garofano.
In alcuni casi vi si aggiungono facoltativamente delle scorze di limone, anice stellato, mela e/o qualche spicchio di mandarino.

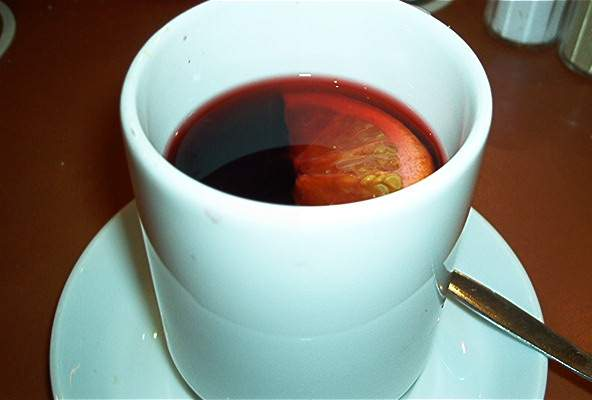
Vin brulé in tazza di ceramica

Durante la lunga bollitura del vino, l'alcool etilico evapora a 78,4 °C. Tuttavia spezie e zuccheri dovrebbero essere aggiunti dopo, in fase di raffreddamento della bevanda, poiché eccessive temperature formerebbero un prodotto di decomposizione degli zuccheri, l'idrossimetilfurfurale (HMF), il quale è sospettato di cancerogeneità. Dunque, per mantenere il vino caldo nel tempo durante, ad esempio, una festa, sarebbe opportuna una fonte di calore sempre minima e costantemente controllata.
I vin brulé economici pronti in commercio vengono spesso preparati con dei vini di scarsa qualità e fortemente dolcificati per mascherarla. Un vin brulé di qualità superiore è fatto da vini rossi da tavola corposi, con l'aggiunta soltanto di poche spezie e di poco zucchero. I vini utilizzati variano nelle diverse regioni. In Germania si utilizza di solito vino rosso, nell'Italia settentrionale e alcune province tedesche anche il vino bianco, in Austria tutti e due.
In Italia esistono differenti varianti.
Ad esempio, il vinbrué è il vin brulé in Veneto ed è preparato di solito con vino derivato da Chardonnay o da Pinot bianco con l'aggiunta di cannella, mela e chiodi di garofano, viene consumato soprattutto durante il panevin assieme alla pinza e il bisò è il vin brulé in versione romagnola, preparato con Sangiovese speziato e servito molto caldo. Nella città di Faenza, la sera del 5 gennaio si celebra la Nott de bisò, manifestazione legata al palio del Niballo. Il nome "bisò" è tradizionalmente fatto derivare dalla frase dialettale biì sò! ("bevete, su!"), ma si tratterebbe di una paretimologia: l'origine del nome andrebbe fatta risalire al tedesco Bischoff, parola che, oltre che "vescovo", significa appunto "vino rosso caldo", per via del colore che richiama appunto l'abito vescovile.
Le varianti invece che contengono il rum, l'acquavite o liquori come l'amaretto in realtà non sono delle varianti di vin brulé ma piuttosto di punch.

## Alcolicità
La gradazione alcolica dipende dal vino utilizzato, che va di solito dagli 11 ai 14 gradi alcolici. Tuttavia, sopra gli 80 °C l'etanolo del vino evapora; pertanto la gradazione alcolica del vin brulé è molto variabile e diminuisce in base al tempo (lungo) e al modo (fiamma bassa) di cottura dello stesso.